# Olei Hagardom

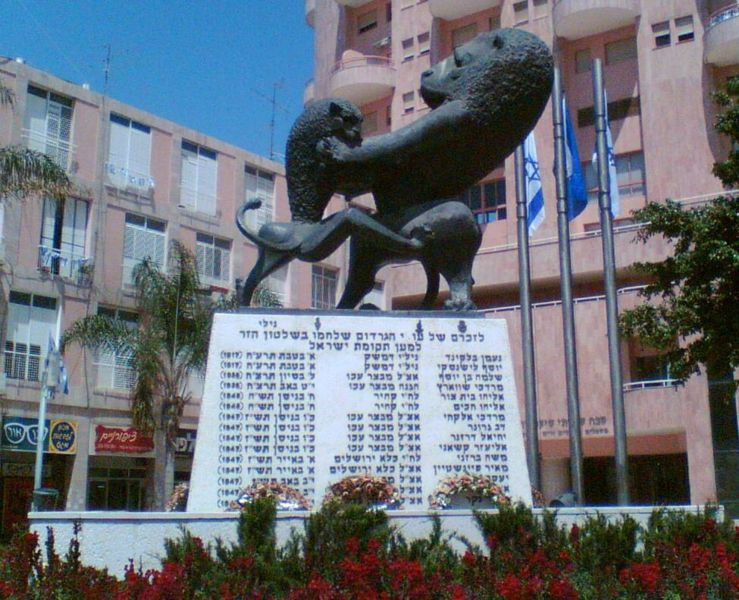
Monumento en conmemoración de aquellos que fueron ejecutados en la horca, situado en Ramat Gan.

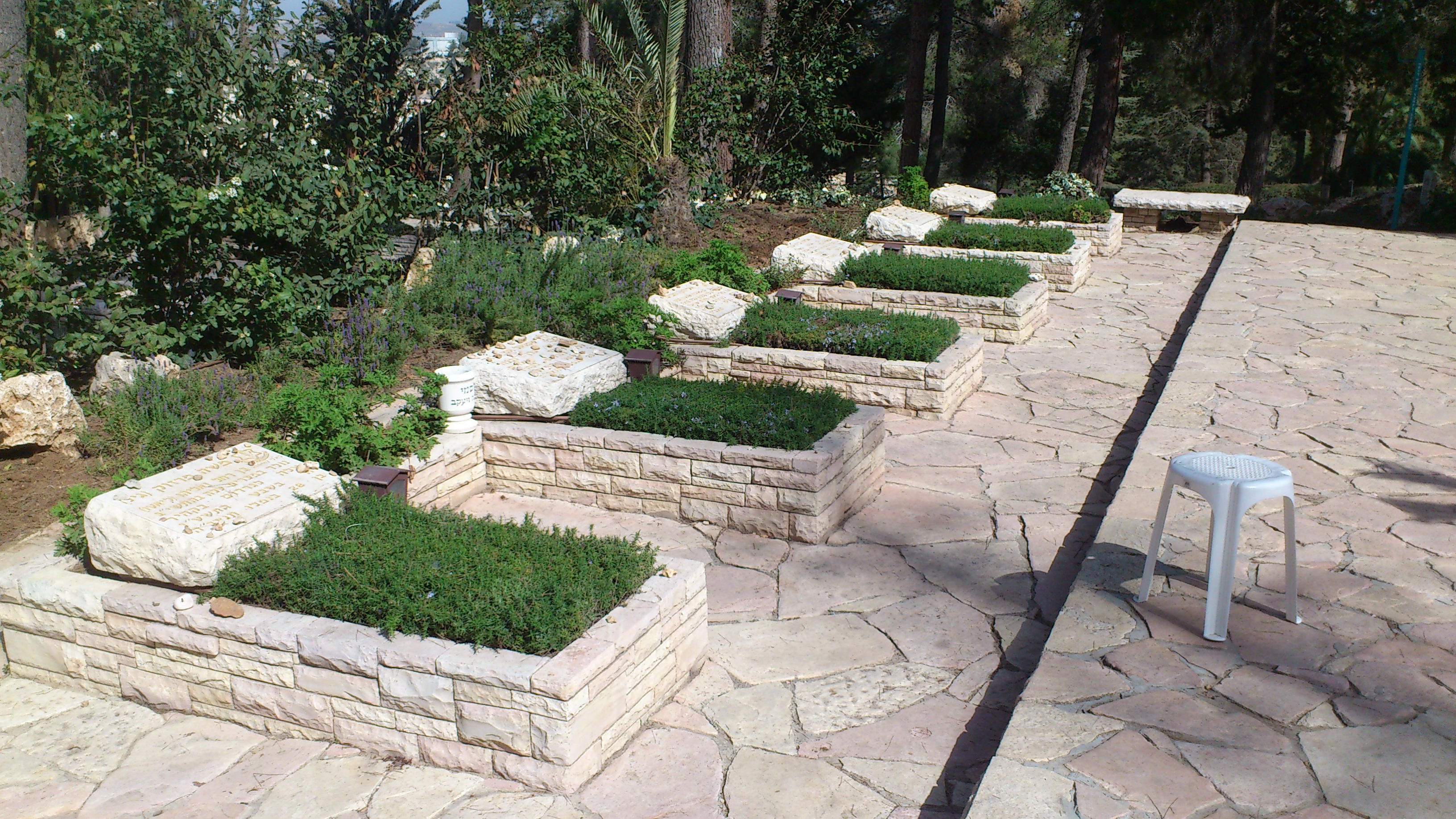
Olei Hagardom tumbas en el Monte Herzl en Jerusalén.

Olei Hagardom (hebreo: עולי הגרדום, "Aquellos colgados en la horca" o "Los que ascendieron al patíbulo") se refiere a los miembros del pre-estado judío clandestino que fueron juzgados en el Mandato Británico y ejecutados en la horca, la mayoría de ellos en la prisión de Acre. Fueron doce los Olei Hagardom.

## Historia
El Mandato Británico de Palestina fue un instrumento tipo gubernamental, instituido en lo que posteriormente serían el Estado de Israel, el Estado de Jordania y los Territorios Palestinos, para la administración de los territorios anteriormente bajo dominio del Imperio otomano. La dominación británica duró entre los años 1917 - 1948. 
Tras la publicación del Libro Blanco de 1939, el grupo militante Etzel comenzó una intensa campaña para expulsar a los británicos de la región. Con el estallido de la Segunda Guerra Mundial, las acciones de los militantes contra los británicos se interrumpieron, pero uno de los líderes del grupo, Abraham Stern, insistió en que la lucha debía continuar, dando lugar a una división en el Etzel y la formación del Lehi como consecuencia. En 1944, cuando era evidente que la victoria de los Aliados era solo una cuestión de tiempo y que el gobierno del Mandato en Palestina continuaría aplicando la política del Libro Blanco, el Etzel se reincorporó a la lucha contra los británicos. A finales de la Segunda Guerra Mundial, la Haganá se sumó a la lucha de liberación formando una unión denominada Movimiento de Resistencia Judía.
Olei HaGardom se refiere a los nueve combatientes de Etzel y otros tres del Lehi que fueron condenados a muerte durante este período.

## Lista deOlei Hagardom

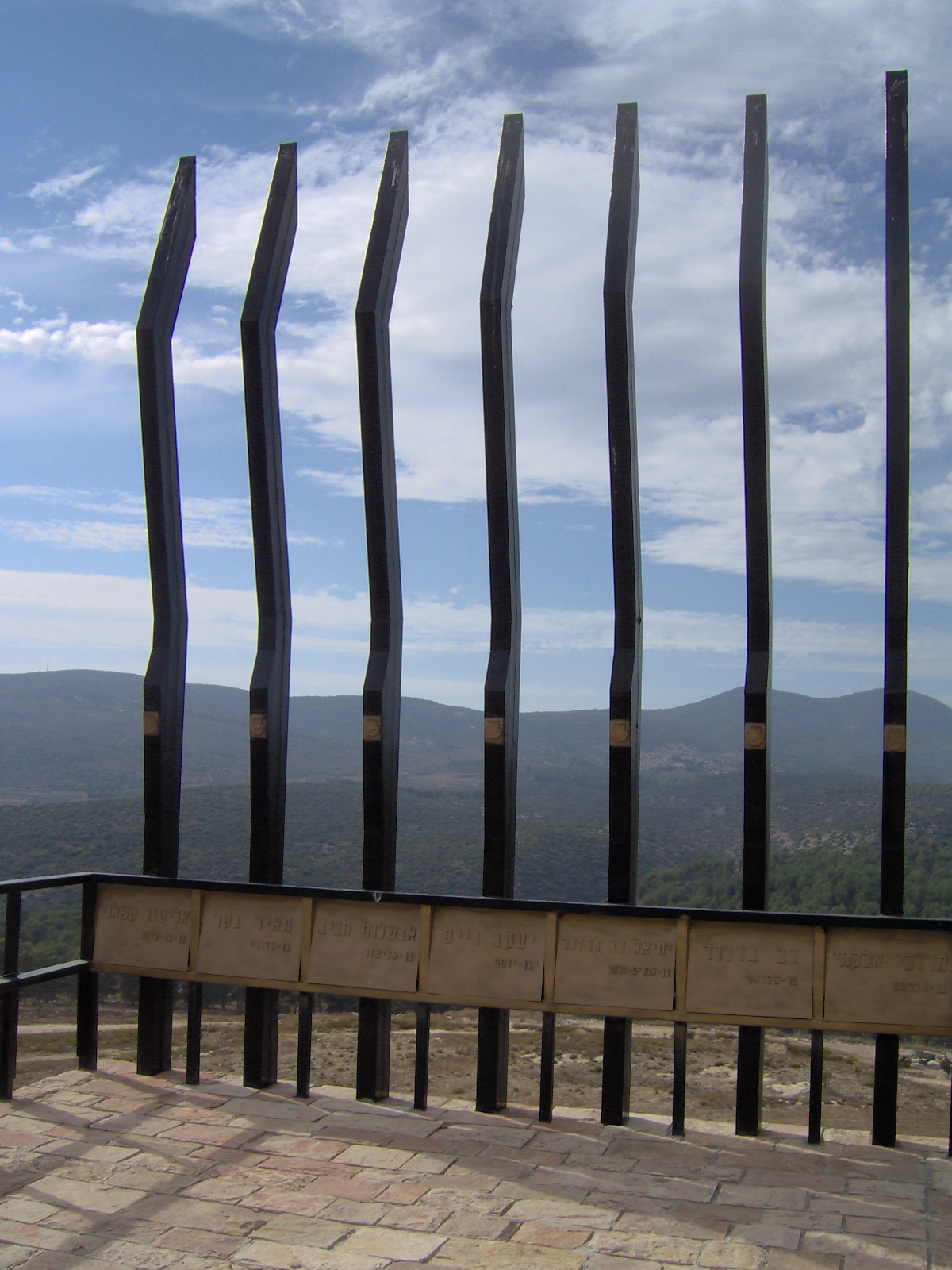
Monumento en Safed dedicado a los combatientes del Irgún ahorcados.

### Combatientes del Etzel
- Shlomo Ben-Yosef: Primer Olé Hagardom. Fue detenido después de un ataque en Safed en represalia a un atentado terrorista árabe en Rosh Pinah. Fue ejecutado el 29 de junio de 1938.
- Dov Gruner: Detenido durante un ataque a la estación de policía británica en Ramat Gan. Fue ejecutado el 16 de abril de 1947.
- Mordechai Alkachai, Yehiel Drezner, Eliezer Kashani: Detenidos en camino a un ataque de oficiales británicos en la Noche de los azotes. Fueron ejecutados el 16 de abril de 1947.
- Meir Feinstein: Capturado después de atacar la estación de tren en Jerusalén. Condenado a muerte, se suicidó en su celda con una granada oculta el 21 de abril de 1947.
- Jacov Weiz, Avshalom Haviv, Meir Nakar: Condenados por su intervención en la fuga de la prisión de Acre. Fueron ejecutados el 29 de julio de 1947.

### Combatientes del Lehi
- Eliyahu Hakim, Eliyahu Bet-Zuri: Condenados por la muerte de Lord Moyne en El Cairo. Ejecutados el 22 de marzo de 1945.
- Moshe Barazani: Fue capturado mientras llevaba una granada y acusado de intentar asesinar al General de Brigada Davis, el comandante del ejército británico de Jerusalén. Se suicidó en la cárcel junto con Meir Feinstein el 21 de abril de 1947.

### Barazani y Feinstein
Moshe Barazani y Meir Feinstein se suicidaron en su celda con granadas introducidas de contrabando en la prisión. Las granadas fueron ocultadas dentro de naranjas. El plan original era utilizarlas en la horca para eliminar a la mayor cantidad de verdugos posibles cuando fueran trasladados a la horca, pero después de enterarse de que el rabino Goldman se presentaría en el momento de la ejecución y podría ser herido por el estallido de la explosión, el plan fue abandonado. Feinstein y Barazani se suicidaron con ellas en su celda poco antes de la ejecución.

## Acciones para detener las ejecuciones
Después de que a Yaakov Weitz, Avshalom Haviv y Meir Nakar se les dictaran las sentencias de muerte, el Irgún capturó a dos policías británicos que salían de un café en Netanya. La organización anunció posteriormente que si sus combatientes eran ejecutados, esa acción daría lugar al posterior ahorcamiento de los policías británicos capturados. Los prisioneros judíos fueron finalmente ahorcados y el 30 de julio de 1947 los policías británicos fueron encontrados de igual manera en un bosque cercano a la ciudad.
Menájem Beguin se pronunció sobre el acontecimiento diciendo: "fue uno de los momentos más amargos de mi vida, pero la acción en Netanya no sólo salvó a decenas de judíos de la horca, sino también le rompió el cuello a la ocupación británica, porque cuando la horca se destruyó, la dominación británica, que se basó en ella, rompió el suyo propio ". Después de este evento, los británicos detuvieron las ejecuciones de combatientes judíos. 

## Conmemoración
Muchas calles en las ciudades más importantes de Israel; entre ellas Ramat Aviv, Tel Aviv y el barrio Armon Hanatziv de Jerusalén; tienen el nombre Olei Hagardom o de aquellos individuos que fueron ejecutados. En Ramat Gan, hay un parque oficial y un monumento en honor a Dov Gruner y los Olei Hagardom. Una ceremonia de conmemoración oficial se lleva a cabo en Yom Hazikarón todos los años en el memorial de Rishon LeZion. 